# Список українських спортсменів, тренерів і функціонерів, що загинули під час Революції гідності чи внаслідок російської агресії в Україні
Список містить українських спортсменів, тренерів та спортивних функціонерів, що загинули під час Революції гідності чи російської агресії в Україні. Загалом, починаючи з 18 лютого 2014 року загинуло понад 650 представників різних видів спорту, зокрема близько 600 українських атлетів і тренерів, які належали до національних збірних та загинули починаючи з 24 лютого 2022-го року.
До переліку можуть бути додані спортсмени, тренери чи спортивні функціонери, що загинули під час Революції гідності й (або) в результаті російсько-українській війни (зокрема в період широкомасштабного вторгнення), та відповідають бодай одному з таких критеріїв:
- Спортсмени, що входили до складу національної збірної будь-якої вікової категорії з будь-якого виду спорту як також спеціалізованих збірних команд (серед студентів, військовослужбовців, людей з інвалідністю тощо);
- Тренери та помічники тренерів національної збірної будь-якої вікової категорії з будь-якого виду спорту як також спеціалізованих збірних команд (серед студентів, військовослужбовців, людей з інвалідністю тощо);
- Спортсмени та тренери, що мають спортивне звання (заслужений майстер спорту, майстер спорту міжнародного класу, майстер спорту, кандидат у майстри спорту, заслужений тренер України тощо) з будь-якого виду спорту;
- Спортсмени, що мають спортивний розряд, якщо це стосується спортсменів, що не досягли 21-річного віку з будь-якого виду спорту;
- Тренери дитячо-юнацьких спортивних шкіл, спеціалізованих спортивних шкіл та секцій як також інші організатори спортивного руху, діяльність яких у цьому контексті висвітлювалася за життя;
- Спортсмени, що є переможцями чи призерами міжнародних, національних чи регіональних спортивних змагань з будь-якого виду спорту будь-якої вікової категорії, як також спеціалізованих (серед студентів, військовослужбовців, людей з інвалідністю тощо) та тренери відповідних спортсменів;
- Спортсмени, що є переможцями чи призерами районних (після укрупнення) та міських спортивних змагань з будь-якого виду спорту будь-якої вікової категорії як також спеціалізованих (серед студентів, військовослужбовців, людей з інвалідністю тощо) в обласних центрах та інших містах з населенням 90 тисяч жителів і більше, та тренери відповідних спортсменів;
- Спортсмени, що є переможцями міських та районних (в районах регіонів до адміністративно-територіальної реформи) змагань з будь-якого виду спорту, що включений до програми Олімпійських, Паралімпійських, Дефлімпійських, Всесвітніх, Європейських, чи Всесвітніх студентських ігор;
- Спортсмени, що є учасниками міжнародних чи національних спортивних змагань з будь-якого виду спорту та тренери відповідних спортсменів;
- Спортсмени, що мали клубну кар'єру в аматорському чи професійному клубі з будь-якого ігрового виду спорту та головні тренери відповідних клубів, а також асистенти тренерів 1-3 ліг та президенти спортивних клубів;
- Спортивні функціонери, спортсмени та тренери, що є офіційними членами відповідних спортивних федерацій
- Керівники клубних спортивних фан-клубів та фан-клубів національних збірних будь-якого рівня (для рядових членів фан-клубів можна створити окремий перелік поза межами цієї статті);
- Судді міжнародних, національних чи регіональних спортивних змагань з будь-якого виду спорту як також спортивні агенти спортсменів перелічених нижче за текстом категорій та тренерів
- Співробітники кафедр фізичної культури та спортивних вишів як також інші фахівці спорту, що взяли участь у долі чи підготовці спортсменів найвищого рівня;
- Спортсмени, тренери чи спортивні функціонери, згадані в одному з переліків, присвячених спортсменам особам спорту загиблим під час Революції гідності та (або) в результаті російсько-українській війни (зокрема в період широкомасштабного вторгнення);
- Спортсмени, тренери чи спортивні функціонери, про чию смерть повідомлялося на сайті чи на офіційній сторінці в соцмережах відповідної спортивної федерації, спортивного клубу чи навчального спортивного закладу;
- Спортсмени, тренери чи спортивні функціонери, пам'ять яких вшановано дошками пошани на фасаді чи в межах спортивних закладів, клубів чи установ чи іншим аналогічним чином зі згадкою, дотичністю до спорту;
- Спортсмени, тренери чи спортивні функціонери, пам'ять яких вшановано проведенням турнірів пам'яті з профільного виду спорту.

Відповідність обом типам критеріїв — факт загибелі під час Революції гідності та (або) внаслідок російсько-українській війни та наявність спортивного чинника з відповідністю принаймні одному з перелічених спортивних критеріїв мають бути джерельно підтверджені у разі додавання до переліку. До окремого переліку (знизу) можна додавати ймовірно загиблих спортсменів, що вважаються зниклими безвісти та відповідають одному з перелічених спортивних критеріїв.

## Спортсмени, тренери та спортивні функціонери
Спортсменів, тренерів та спортивних функціонерів серед загиблих осіб протягом 2014-25 років, чиї імена вже було оприлюднено, перелічено вище:
1. Костянтин Агапов (самбо, змішані єдиноборства (ММА)) (1987 — 10.01.2023)[15][16][17][18][19][20]
2. Артем Азаров (бокс) (2.11.1995 — 5.03.2022)[21][22][23]
3. Святослав Алексапольський (бокс, спортивний туризм, шахи) (30.10.1989 — 29.08.2022)[24][25]
4. Микола Алексєєв (рукопашний бій) (3.09.1983 — 15.07.2014)[26]
5. Олександр Акінін (американський футбол) (28.08.2002 — 14.03.2022)[27][28]
6. Володимир Андрощук (легка атлетика) (10.01.2001 — 25.01.2023)[29][30][31]
7. Станіслав Артеменко (бокс) (13.04.1997 — 29.07.2022)[32][33][34][35][36][37]
8. Олександр Бабенко (джиу-джицу) (23.06.2001 — 29.07.2022)[38][39][40][41]
9. Кирило Баєв (козацький двобій, хортинг, дзюдо) (14.06.2001 — 14.01.2023)[42][43][44]
10. Юрій Баланчук (греко-римська боротьба, джиу-джицу, бойове самбо) (9.09.1987 — ?.10.2023)[45][46][47]
11. Сергій Баланчук (футбол) (31.03.1975 — 7.07.2022)[48]
12. Михаїл Барибін (біатлон) (197? — 19.01.2023)[49]
13. Євгеній Бабанов (мотобол) (198? — 25.02.2022)[50][51][52] 33
14. Григорій Барчишин (футбол) (3.04.1986 — 21.05.2023)[53]
15. Максим Бендеров (панкратіон) (6.04.1990 — 15.07.2014)[54]
16. Василь Бердичевський (волейбол) (1981 — 5.12.2022)[55][56][57][58][59][60]
17. Сергій Березняк (карате) (19?? — 10.08.2023)[61][62][63] 33
18. Андрій Биковський (футбол) (21.06.1981 — ?.03.2023)[64][65]
19. Олексій Биковський (американський футбол) (02.1995 — 9.01.2023)[66][67][68]
20. Трохим Бичко (баскетбол, дзюдо, спортивні танці) (201? — ?.08.2023)[69][70] 10
21. Олег Биховець (футбол) (7.02.2001 — 28.04.2023)[71][72]
22. Іван Бідняк (кульова стрільба) (1.10.1985 — 20.04.2022)[73]
23. Олександр Білоконь (паверліфтинг, стронгмен) (22.04.1991 — 2.02.2024)[74][75][76][77][78][79]
24. Тарас Білоцький (карате) (197?— 7.06.2017)[80][81][82]
25. Єгор Біркун (самбо) (9.08.1997 — 10.03.2022)[83][84]
26. Віра Бірюкова (баскетбол) (?.?.2005? — 6.03.2022)[85][86]
27. Микита Бобров (регбі) (200? — 28.02.2022)[87][88] 18
28. Данило Богуславський (американський футбол) (7.04.1990 — 16.10.2022)[89][90][91]
29. Любомир Бодак (важка атлетика, змішані єдиноборства) (6.10.1994 — 24.05.2022)[92][93]
30. Юрій Боженко (бокс) (26.05.1978 — ?.04.2023)[94][95][96][97]
31. Ігор Бойко (американський футбол) (19.06.1991 — 15.06.2022)[98][99][100][101][102]
32. Михайло Бойченко (футбол) (11.10.1998 — 5.03.2022)[65][103]
33. Євген Бондаренко (бодібілдинг) (25.04.1985 — 1.05.2023)[104][105][106]
34. Ігор Бондарчук (пауерліфтинг) (1.09.1989 — 22.05.2022)[107][108][109][110][111]
35. Максим Бордусь (кікбоксинг WAKO, бокс) (6.03.2000 — 11.06.2023)[112][113][114][115]
36. Денис Борейко (фехтування) (19?? — 3.07.2023)[116][117][118][119] 34
37. Віктор Боржиєвський (спортивний туризм) (198? — 17.03.2023)[120][121][122]
38. Ігор Борис (Паверліфтинг) (4.05.1983 — 11.07.2014)[123]
39. Олександр Боровський (волейбол) (199? — 7.06.2023)[124][125][126][127][128][129] 25
40. Артем Бородавка (Фрісбі) (198? — 21.06.2022)[130][131][132]
41. Олександр Бричук (карате, Спортивне орієнтування) (11.05.1976 — 16.08.2014)[133]
42. Олександр Бронніков (баскетбол, стритбол) (19?? — ?.08.2023)[134][135]
43. Артем Булаш (хокей на траві) (31.10.1988 — 25.10.2022)[136][137] 25
44. Андрій Бурчак (стрільба з лука) (11.12.1987 — 24.12.2022)[138][139][140][141]
45. Владислав Вакуленко (тайський бокс (муай тай))(28.02.2001 — 30.12.2022)[142][143][144][145]
46. Кирило Васильчишин (великий теніс) (19?? — 27.06.2022)[146][147][148]
47. Валерій Васін (кіокошинкай карате) (1975 — 12.10.2022)[149][150][151][152][153]
48. Олег Вовк (бокс) (27.07.2005 — 12.03.2022)[154][155]
49. Валентин Вознюк (легка атлетика) (23.10.1947 — 14.01.2023)[156][157][158][159][160]
50. Дмитро Войтюк (хортинг, бокс) (3.01.1993 — ?.06.2023)[161][162][163][164]
51. Володимир Волощук (пауерліфтинг) (20.08.1981 — 11.04.2022)[165][166]
52. Олександр Воробйов (бокс) (2.03.1967 — 29.01.2023)[167][168][169][170][171]
53. Андрій Воробкало (тхеквондо) (199? — 2.04.2023)[172][173][174]
54. Олег Войтович (кікбоксинг, тхеквондо) (19?? — ?.06.2023)[175][176][177]
55. В'ячеслав Ворона (бейсбол) (22.12.1981 — 9.03.2014)[178]
56. Юрій Ворона (бокс) (1996 — 8.03.2022)[179][180][181][182]
57. Петро Гаврилів (футбол) (2000 — ?.07.2022)[183][184]
58. Роман Гаврилюк (легка атлетика) (18.07.1982 — 16.05.2024)[185][186][187][188][189][190]
59. Андрій Галай (Паверліфтинг) (10.12.1993 — 20.07.2014)[191]
60. Максим Галінічев (Бокс) (29.8.2000 — 10.03.2023)[192][193][194][195][196]
61. Леонід Гамбаров (альпінізм) (1940 — 25.04.2022)[197][198][199][200][201][202]
62. Магомед Ганієв (панкратіон) (3.03.1990 — 26.09.2023)[203][204]
63. Євген Гарда (кікбоксинг) (26.07.1992 — 12.04.2022)[205]
64. Ярослав Гаркавко (хокей на льоду) (20.12.1995 — ?.12.2022)[206][207]
65. Олександр Герасименко (футбол) (24.04.1990 — 5.03.2022)[65][208]
66. Даніель Герліані (греко-римська боротьба) (20.06.1998 — 3.06.2022)[209][210][211]
67. Володимир Гіба (автомобільний спорт, мотоциклетний спорт) (23.08.1966 — 13.11.2023)[212][213]
68. Дмитро Гоголь (пауерліфтинг, гирьовий спорт) (?.?.197? — 24.10.2023)[214][215][216][217][218][219] 47
69. Роман Годований (футбол)) (4.10.1990 — 29.11.2023)[220]
70. Євген Головань (лижний спорт) (14.03.1997 — 26.02.2022)[221][222][223][224]
71. Роман Головатюк (кікбоксинг) (30.09.1995 — 2?.08.2024)[225]>[226][227][228]
72. Андрій Головченко (футбол) (15.05.1984 — 5.03.2022)[65][229]
73. Олександр Гончар (футбол) (25.02.1980—16.08.2023)[230]
74. Анастасія Гончарова (велосипедний спорт) (..200? — 28.02.2023) (маунтінбайк та велокрос)[231][232][233][234][235]
75. Данило Горбенко (легка атлетика)  (07.11.1999 — 27.01.2023)[236][237][238][239][240]
76. Владислав Горбунов (регбі) (3.05.2000 — 20.06.2022)[241][242][243][244]
77. Юрій Городній (карате-до)) (3.11.1979 — 15.05.2022)[245][246][247][248]
78. Олександра Грабовська (бодібілдинг) (21.12.1995 — 202?)[249] м. Одеса
79. Володимир Градінович (футбол) (5.01.1984 — 18.07.2023)[250]
80. Олег Грама (змішані єдиноборства (ММА)) (199? — 18.02.2023)[251][252][253]
81. Олександр Гречаник (кікбоксинг, кросфіт) (10.11.1977 — 4.06.2023)[254][255][256]
82. Григорій Григор'єв (альпінізм, скелелазіння, тріатлон, легка атлетика, велосипедний спорт) (198? — 21.01.2023)[257][258][259] 35
83. Артур Гриценко (футбол) (15.02.1979 — 22.04.2022)[260]
84. Олександр Гряник (спортивний туризм, альпінізм, футбол) (8.01.1994 — 8.05.2022)[261][262]
85. Дмитро Губанов академічне веслування) (23.02.1995 — 3.08.2023)[263][264][265][266][267][268]
86. Станіслав Гуленков (дзюдо) (03.09.2000 — 20.04.2023)[269][270][271]
87. Андрій Гуричев (пауерліфтинг) (26.06.1991 — 5.08.2015)[272][273][274][275]
88. Андрій Гусєв (автомобільний спорт, мотоспорт, тхеквондо, дайвінг) (24.11.1980 — 3.06.2023)[276][277][278]
89. Сергій Гуссіді (плавання, кульова стрільба, рукопашний бій) (22.03.1981 — 16.05.2022)[279][280][281]
90. Микола Гуцаленко (Веслування на байдарках і каное) (19.12.1991 — 23.02.2017)[282][283]
91. Руслан Данко (греко-римська боротьба) (5.07.1990 — 23.02.2024)[284][285][286]
92. Василь Даскалюк (джиу-джицу, панкратіон, бокс, грепплінг) (13.01.1981 — 20.02.2023)[287][288]
93. Кирило Демидов (автомобільний спорт, картинг) (27.10.1998 — 6.08.2023)[289][290]
94. Костянтин Денека (велосипедний спорт) (12.03.1983 — 31.03.2023)[291][292]
95. Вадим Денчик (стендова стрільба, баскетбол) (13.12.1968 — ??.11.2022)[293][294][295][296][297][298]
96. Леонід Дергач (Паверліфтинг) (24.03.1979 — 1.02.2017)[299]
97. Олександр Дерев'янко (бокс, самбо, змішані єдиноборства (MMA)) (23.11.1997 — 3.04.2022)[300]
98. Олексій Джунківський (бокс) (3.08.1982 — 28.03.2022)[301]
99. Владислав Джунь (футзал) (17.03.1998 — 17.05.2022)[65]
100. Олександр Дикий (академічне веслування) (198? — 16.04.2022)[302][303][304][305]
101. Богдан Дідух (футбол, футзал) (25.11.1989 — 13.06.2023)[306][307][308]
102. Андрій Дмитрієв (гирьовий спорт, паверліфтинг, перетягування канату, стронгмен) (199? — ?.01.2023)[309][310][311][312][313][314]
103. Григорій Добош (футбол) (29.09.1991 — 19.03.2022)[315][316][317]
104. Віктор Домітращук (панкратіон) (8.01.1998 — 8.01.2023)[318][319]
105. Валентин Дондіков (кульова стрільба) (19.10.1983 — 6.04.2024)[320]
106. Михайло Донський (бодібілдинг, пауерліфтинг) (195? & — 23.01.2024)[321][322] 71
107. Михайло Донський (бодібілдинг, пауерліфтинг, важка атлетика) (195? & — 23.01.2024)[323][324][325][326]
108. Ігор Дорошенко (важка атлетика) (15.09.1975 — 10.04.2023)[327][328][329][330]
109. Василь Дрогомирецький (пауерліфтинг) (8.05.1994 — 22.05.2022)[331][332]
110. Олексій Дружинець (шахи) (03.01.1975 — 2.03.2022)[333][334][335]
111. Вадим Дудко (регбі) (18.05.1999 — 15.07.2023)[336][337]
112. Сергій Дунай (футбол) (1.08.1971 — 4.06.2023)[338][339][340]
113. Олексій Дяговець (хортинг, кросфіт, регбі) (198? — 7.09.2022)[341][342][343][344] 36
114. Юрій Дятлюк (футбол, міні-футбол) (12.12.1988 — 3.08.2023)[345][346][347]
115. Ігор Дяченко (легка атлетика) (19?? — 22.10.2022)[348][349][350]
116. Катерина Дяченко (гирьовий спорт) (201? — 10.03.2022)[351]
117. Дмитро Євдоченко (футбол) (200? — 11.03.2022)[352][353]
118. Юрій Єгоров (бокс) (2004 — 11.07.2025)[354]
119. Вадим Єжов (легка атлетика) (2.08.1938 — 25.03.2022)[355] майстер спорту з легкої атлетики Маріуполь
120. Володимир Єжов (кіберспорт) (1.08.1984 — 22.12.2022)[356][357]
121. Федір Єпіфанов (фехтування) (31.01.2004 — 11.12.2023)[358][359]
122. Макар Єрофєєв (хокей з шайбою) (13.10.1999 — 11.11.2023)[360][361][362][363][364]
123. Сергій Железняк (альпінізм, спортивні танці) (197? — 1?.03.2023)[365][366]
124. Микола Жидков (футбол) (2001 — 21.09.2023)[367][368][369][370]
125. Сергій Жилін (19?? — 14.03.2022)[371]
126. Олександр Жмурко (футбол) (11.01.1994 — 20.08.2023)[372][373][374][375]
127. Микола Забавчук (кікбоксинг, паверліфтинг, айкідо, бокс) (25.10.1996 — 21.07.2022)[376][377]
128. Іван Завольський (важка атлетика)) (13.06.1980 — 25.06.2023)[378][379]
129. Юрій Загинайко (футбол) (24.09.1986 — 19.07.2022)[65][380]
130. Роман Заєць (гандбол) (2.09.1995 — 27.09.2024)[381][382][383][384]
131. Олександр Заколодний (альпінізм) (8.04.1987 — 21.01.2023)[257][385][386][387][388][389][390]
132. Віталій Залізняк (футбол) (16.02.1973 —3.12.2023)[391]
133. Нікіта Засядько (плавання, вільна боротьба) (25.06.2005 — 30.11.2023)[392][393]
134. Роман Захаров (бокс) (197? —..2022)[394][395]
135. Іван Захарук (панкратіон) (20.09.1991 — 17.02.2024)[396][397][398]
136. Дмитро Захарчук (плавання в ластах, бокс, кульова стрільба) (19?? — 5.10.2023)[399][400][401][402][403][403]
137. Дан Звоник (Кіокушинкай карате) (14.06.1996 — .04.2022)[404]
138. Євгеній Звонок[pl] (кікбоксинг) (3.10.1999 — 3.03.2022)[405][406][407][408][409]
139. Денис Здоровець (регбі) (25.09.1994 — 3.11.2022)[410]
140. Вадим Зеленюк (дзюдо, самбо, рукопашний бій, універсальний бій) (10.06.1988 — 22.08.2022)[411][412][413][414]
141. Анатолій Зерук (легка атлетика)(21.11.1967 — 19.03.2022)[415][416]
142. Данил Золотухін (тхеквондо, парашутний спорт) (18.07.1998 — 27.03.2022)[417][418][419]
143. Василь Зубрицький (лижний спортивний туризм) (25.12.1995 — 12.03.2023)[420][421][422][423][424]
144. Назар Зуй (бокс, футбол) (2000? — 11.03.2023)[425][426][355] 13
145. Атанас Іванов (важка атлетика)(200? — 7.03.2022)[427][428][429]
146. Сергій Іваненко (легка атлетика) (11.07.1982 — 10.11.2023)[430][431]
147. Юрій Іванович (бокс) (1998 — ?.10.2022)[432][433][434][435][436]
148. Олександр Іваньков (бокс, парашутний спорт, дайвінг) (22.08.1986 — 12.09.2019)[437][438]
149. Вікторія Івашко (дзюдо) (201? — 1.06.2023)[439][440][441] 9
150. Олександр Іващик (футзал,футбол) (01.11.1979 — 13.03.2022)[65][442][443][444][445]
151. Анастасія Ігнатенко (спортивна акробатика) (27.09.1995 — 14.01.2023)[446][447]
152. Антон Ігошин (стрибки на батуті) (..199? — 23.09.2023)[448][449][450][451][452] 27
153. Олександр Ільченко (айкідо, футзал) ((11.09.1987 — 18.06.2023)[453][454][455][456][457] 36
154. Роман Ілляшенко (фрі-файт) (8.03.1991 — 25.03.2022)[458]
155. Роман Кава (вільна боротьба) (?.10.1993 — 17.06.2023)[459][460][461]
156. Іван Завольський (альпінізм, (спортивний туризм)) (199? — 25.06.2022)[378]
157. Максим Кагал (кікбоксинг) (3.07.1991 — 11.11.2022)[462][463][464]
158. Іван Казаков (академічне веслування) (3.04.1975 — 21.03.2022)[465]
159. Юрій Казістов (футбол) (19?? — &.03.2022)[65] 52
160. Олександр Калов (футбол) (1987? — 1.10.2022)[466][467][468] 35
161. Сергій Карайван (важка атлетика, плавання) (31.08.1990 — 10.03.2022)[469][470][471]
162. Сергій Карнаухов (паверліфтинг) (10.11.1978 — 27.05.2022)[472][473][474][475][476]
163. Ігор Карук (веслування на човнах «Дракон», легка атлетика) (2.06.1974 — ?.03.2022)[477][478]
164. Віктор Катанчик (флорбол) (15.09.2003 — 15.03.2022)[479][480]
165. Орест Квач (фрі-файт) (23.07.1991 — 27.07.2014)[481]
166. Володимир Киричук (футбол) (1999 — ?.12.2022)[482][483]
167. Єгор Кігітов (кульова стрільба) (200? — ?.04.2022)[484][485][486]
168. Орест Кінаш (альпінізм, скелелазіння, спортивний туризм) (19?? — 29.03.2023)[390][487][488][489][490][491][492]
169. Андрій Кіріченко (академічне веслування) (22.04.1983 — 15.07.2023)[493][494][495]
170. Максим Кіт (бокс) (16.11.2001 — 25.05.2024)[496][497][498]
171. Кладієнко Олександр Іванович (джиу-джицу) (01.09.1967 — 14.05.2025)[499]
172. Володимир Кленін (бокс) (3.09.1940 — 30.04.2022)[500][501][502]
173. Олександр Клушин (змішані єдиноборства ММА, козацький двобій, джиу-джицу) (25.02.1994 — 2.03.2022)[503]
174. Дмитро Кобенко (важка атлетика) (15.07.2001 — 1/2.03.2022)[504][505]
175. Віктор Кобзистий (баскетбол) (7.03.1979 — 29.12.2023)[506]
176. Михайло Кобижча (плавання, сучасне п'ятиборство) (15.12.1985 — 1?.01.2023)[507][508][509]
177. Григорій Кобів (футбол) (9.05.1969 — 2.06.2023)[510][511][512]
178. Ілля Кобченко (сумо, панкратіон, греплінг, змішані єдиноборства (ММА), рукопашний бій, універсальний бій) (7.10.1999 — 8.05.2023)[513][514]
179. Максим Коваленко (плавання)(1996 — 6.03.2022)[515][516]
180. Тарас Коваль (стрільба з лука) (198? — 18.03.2023)[471][517][518][519] 36
181. Алла Ковєрєнє веслування на човнах «Дракон») (3.04.1981 — 10.08.2023)[520][521][522][523][524]
182. Володимир Ковтун (футбол) (19.09.1976 — (9?.03.2022)[65][525]
183. Олександр Кожух (волейбол) (..199? — 6.08.2022)[526][527][528] 26
184. Богдан Козак (футзал) (16.03.2005 — 09.02.2024)[529][530][531][532][533]
185. Євген Колесніченко (гандбол) (3.05.1987 — 11.11.2022)[534][535][536]
186. Сергій Колоколов (важка атлетика) (198? — 17.04.2022)[537][538][539][540]
187. Олександр Колонюк (хокей з шайбою) (24.10.2003 — 1?.05.2023)[541][542]
188. Василь Колубатко (айкідо) (1971? — 2.06.2023)[543][544] 52
189. Андрій Комаристий (гандбол) (16.05.1994 — 14.09.2014)[82][545][546]
190. Павло Комишанченко (велосипедний спорт) (18.01.1974 — 10.02.2024)[547][548][549][550][551]
191. Данііл Кондель (дзюдо, самбо) (25.05.2001 — 2.04.2023)[552][553][554]
192. Артур Коновка (пауерліфтинг) (198? — 14.03.2022)[555][556]
193. Валентин Коноводов (важка атлетика, джиу-джицу, греплінг) (07.07.1997-10.06.2022)[232][557][558][559]
194. Михайло Кореновський (бокс) (1984 — 14.01.2023)[560]
195. Едуард Костриця (змішані єдиноборства) (19.07.1992 — 23.01.2023)[561][562][563][564]
196. Андрій Косяк (дзюдо) (1.01.1971 — 15.01.2023)[565][566][567][568]
197. Віктор Котелевець (гирьовий спорт) (10.06.1994 — 6.02.2023)[569][570][571][572][573]
198. Вікторія Котлярова (футбол) (?.01.1995 — 29.12.2023)[574][575][576][577][578]
199. Андрій Котовенко (пауерліфтинг) (1983 — 2.05.2022)[579][580]
200. Павло Котюк (кікбоксинг) (12.07.1994 — 3.08.2022)[581][582][582]
201. Дмитро Кочетков (альпінізм) (28.08.1979 — 19.04.2022)[365][387][388][583][584]
202. Олег Кравець (плавання тощо) (19?? — 1?.05.2023)[585][586][587][588]
203. Андрій Кравченко (спортивне орієнтування) (19?? — ?.05.2022)[589]
204. Михайло Кравченко (автомобільний спорт: картинг FAU) (197? — 4.06.2023)[590][591] 46
205. Степан Криворученко (боротьба, дзюдо) (18.10.1969 — 15.03.2015)[592]
206. Валентин Криницький (бокс) (13.03.1989 — 13.10.2022)[593]
207. Ігор Крисоватий (Паверліфтинг) (2.02.1992 — 17.06.2014)<[594][595]
208. Олег Крістєв (регбі) (?.10.1992 — 20.05.2022)[596][597]
209. Ігор Кроткіх (пейнтбол) (10.11.1975 — 21.03.2022)[598][599][600]
210. Роман Круховський (греко-римська боротьба) (29.07.1980 — 2.08.2022)[601][602][603]
211. Костянтин Кузін (альпінізм)(19?? — 23.06.2023)[604][605][606]
212. Ігор Кузьминський (легка атлетика) (6.04.1984 — 20.03.2022)[607][608]
213. Олександр Кулик (велосипедний спорт)(24.05.1957 — 1.03.2022)[609][610]
214. Олег Куліненко (Пауерліфтинг) (15.02.1996 — 22.01.2015)[611]
215. Олексій Купирєв (бокс) (14.03.1975 — 8.03.2022)[612]
216. Руслан Курдас (футбол) (14.02.1994 — 27.01.2023)[613][614]
217. Дар'я Курдель (спортивні танці) (200? — 9.07.2022)[615][616][617]
218. Андрій Куценко (велосипедний спорт) (28.12.1989 — 3.07.2024)[618][619][620][621][622][623]
219. Денис Лабунський (важка атлетика) (29.10.1993 — 24.11.2022)[624][625][626][627][628]
220. Володимир Лавренюк (спортивний лижний туризм) (1998? — ?.02.2022)[629][630][631][632] 24?
221. Марія Лебідь (спортивні танці) (2007? — 14.01.2023)[633][634][635][636]
222. Олег Ленюк (спортивне орієнтування) (6.04.1999 — 15.05.2022)[637]
223. Сергій Лисюк (кікбоксинг) (1985 — 22.11.2023)[638][639][640][641][642]
224. Андрій Лифар (стрибки на акробатичній доріжці) (19?? — 16.05.2024)[643][644][645]
225. Владислав Лихошва (хокей з шайбою) (31.03.2002 — 15.07.2023)[646][647][648]
226. Віталій Личманенко (греко-римська боротьба) (1977 — 16.01.2023)[68][649][650]
227. Олександр Лізін (паверліфтинг) (19?? — 2?.04.2023)[332][557][600][651]
228. Віталій Лісун (водне поло)[652][653][654]
229. Олексій Логінов (хокей з шайбою) (25.11.1999 — 8.11.2023)[655][656][657][658]
230. Руслан Лужевський (кульова стрільба, рукопашний бій, парашутний спорт) (31.08.1975 — 5.05.2014)[659]
231. Юрій Лученко (пауерліфтинг) (19.05.1999 — 9.04.2022)[660]
232. Владислав Лютов (змішані єдиноборства (MMA), карате, ушу) (23.02.1976 — 29.03.2022)[661][662][663]
233. Богдан Лягов (легка атлетика) (11.02.2003 — 25.12.2022)[664][665][666]
234. Андрій Мазанович (пауерліфтинг) (?.?.1987 — ?.07.2024)[667][668][669][670]
235. Богдан Мазур (кульова стрільба) (21.02.1994 — 2.12.2023)[671][672][673][674]
236. Олег Мазур (футбол) (13.05.1996 — 19.05.2022)[675][676][677]
237. Станіслав Макайда (волейбол) (28.06.1999 — 24.02.2023)[678][679][680]
238. Назар Макаренко (кікбоксинг) (199? — ?.05.2022)[681][682][683]
239. Дмитро Максимов (дзюдо) (17.11.1994 — 19.02.2014)[684][685]
240. Олександр Маланчук (футбол) (1998? — 1.04.2020)[686][687]
241. Євген Малишев (біатлон) (10.03.2002 — 1.03.2022)[688][689]
242. Максим Малков (морське багатоборство, веслування) (200? — ?.05.2022)[690][691][692][693]
243. Олександр Малофєєв (Кіокушин-карате) (17.10.1975 — 26.06.2022)[694][695]
244. Елеонора Мальцева (Дідковська) (футзал, міні-футбол, футбол) (2.04.1989 — 31.07.2023)[696][697][698] 34
245. Богдан Малюк (джиу-джицу, бойове самбо, змішані єдиноборства (ММА)) (31.05.2001 — 20.03.2022)[580][699][700]
246. Олексій Мамчій (хокей на траві) (27.06.1980 — 13.04.2021)[701][702][703][704]
247. Станіслав Мамчій (хокей на траві) (13.09.1983 — 18.07.2016)[701][705][706]
248. Віктор Мандзик (Бокс, кікбоксинг) (7.12.1986 — 21.03.2014)[707]
249. Віталій Мандрик (кікбоксинг, рукопашний бій) (12.04.1987 — 23.02.2015)[708][709]
250. Дмитро Мартиненко (футбол) (22.02.1997 — 27.02.2022)[65][710][711]
251. Дмитро Марховський (баскетбол) (??.??.1993 — ??.01.2024)[712]
252. Андрій Маслов (футбол) (21.05.1987 — 21.05.2018)[713]
253. Віктор Мельниченко (бокс) (25.03.1989 — 13.02.2023)[714][715]
254. Сергій Мельниченко (легка атлетика, футбол) (9.11.1992 — 8.05.2022)[65][716]
255. Олег Мельничук (легка атлетика) (..1994 — 15.05.2024)[717][718][719][720][721][722]
256. Станіслав Менюк (армреслінг) (9.02.1991 — 27.07.2014)[723][724]
257. Віталій Мерінов (кікбоксинг, бокс, універсальний бій) (31.12.1990 — 31.03.2023)[725][726][727]
258. Володимир Миколаєнко (американський футбол) (23.09.1989 — 13.02.2023)[728][729][730][731][732][733]
259. Роман Мінаков (академічне веслування) (19?? — ?.11.2022)[734][735][736]
260. Меруж Мірошниченко (панкратіон) (17.11.1984 — 12.08.2014)[737]
261. Михайло Мовчан (спортивний туризм, альпінізм) (1987 — 20.06.2023)[738][739][740][741][742]
262. Кирило Молоков (міні-футбол,футбол) (2001 — 05.06.2023)[743][744][745]
263. Богдан Монах (самбо) (.2002 — 1/2.03.2022)[504][505][746][747]
264. Максим Мороз (легка атлетика) (7.01.1999 — 15.12.2024)[748][749][750][751]
265. Олександр Морєв (регбі) (19?? — ?.03.2023)[752]
266. Віталій Морозов (гирьовий спорт) (1989 — 7.03.2022)[753][754][755]
267. Володимир Мотельчук (веслування на тренажерах, волейбол сидячи) (198? — 29.03.2022)[471][517][756] 33
268. Ярослав Мохонько (американський футбол) (199? — 26.06.2022)[757][758][759] 30
269. Володимир Андрощук (легка атлетика) (6.05.1995 — 29.08.2023)[760][761][762]
270. Артем Моша (бокс) (? — 8.05.2022)[763][764]
271. Костянтин Музиченко (футбол) (18.02.1993 — 16.02.2023)[65]
272. Дмитро Музирьов (веслування байдарках та каное, драгонбот (веслування на човнах «Дракон») (5.09.1995 — 28.02.2022)[765][766][767]
273. Романа Мясоєдова (волейбол)) (30.07.2004 — 16.03.2022)[768][769]
274. Олексій Найда (бокс, фрі-файт) (2001 — 19.07.2023)[770][771][772][773]
275. Дмитро Неймат (кульова стрільба) (26.10.1992 — 19.04.2022)[774][775]
276. Юрій Немченко (баскетбол) (19?? — 31.03.2022)[776][777]
277. Володимир Нерода (стрільба з лука) (199? — 13.10.2022)[471][517][778][779][780][781][782] 25
278. Сергій Неустроєв (шахи) (199? — 12.06.2022)[783][784][785][786]
279. Сергій Ніколаєнко (футбол) (24.08.1967—28.10.2023)[787]
280. Євген Обединський (водне поло) (12.10.1983 — 17.03.2022)[788]
281. Андрій Огородник (бокс) (199? — 16.09.2023)[789][790][791][792][793]
282. Дмитро Одинець (плавання, легка атлетика) (4.03.2000 — 16.10.2023)[794][795][796]
283. Олександр Одінцов (панкратіон) (25.03.1998 — 12.02.2022)[797][798]
284. Дмитро Олійник (веслування на тренажерах) (198? — 29.03.2022)[517][756][799][800][801][802] 39
285. Юрій Олійник (альпінізм, спортивний туризм) (198? — 23.03.2022)[390][803][804][805] 39
286. Олександр Онищенко (бокс) (199? — 8.05.2023)[806][807][808][809] 30
287. Олександр Оніщук (кікбоксинг) (19?? — ?.05.2022)[810][811][812][813][814]
288. Олександр Оношко (велосипедний спорт) (23.06.1981 — 16.03.2022)[815][816]
289. Михайло Оприск (настільний теніс) (1988 — 24.03.2023)[817][818][819][820][821][822][823]
290. Юрій Осадчук (джиу-джицу, тайський бокс, плавання, легка атлетика) (30.05.1989 — 15.10.2022)[824][825][826]
291. Артем Осін (греко-римська боротьба, вільна боротьба, дзюдо, самбо) (19?? — 12.01.2023)[827][828][829]
292. Ігор Осьмак (легка атлетика) (30.11.1965 — 14.05.2023)[830][831][832][833][830][834] 57
293. Василь Павельєв (стронгмен) (24.11.1994 — 20.07.2022)[835][836][837][838]
294. Олександр Пальгуєв (панкратіон, бодібілдинг) (18.09.1992 — 12.08.2014)[839][840]
295. Віталій Паращук (дзюдо) (? — 22.04.2023)[841][842][843] 23
296. Олександр Парвадов) (МТВ (гірський велосипед),велокрос BMX) (?.?.1991 — 20.02.2024)[844][845][846]
297. Ігор Пастух (греко-римська боротьба) (? — ?.07.2022)[847][848]
298. Юрій Пасхалін (важка атлетика) (18.01.1984 — 19.02.2014)[849][850]
299. Денис Пашинський (хокей на льоду) (28.04.1978 — 27.01.2023)[851][852][853]
300. Андрій Педора (волейбол, пляжний волейбол) (22.09.1989 — 4.06.2024)[854][855][856][857]
301. Аліна Перегудова (важка атлетика) (200? — 25.02.2022)[858][859]
302. Євген Перепелиця (автомобільний дрифтинг) (199? — 17.05.2022)[860][861]
303. Андрій Петренко (футзал) (198? — 2?.04.2023)[862][863]
304. Олександр Пєлєшенко (важкоатлет) (7.01.1994 — 5.05.2024)[864][865][866][867]
305. Олександр Пивоваров (кікбоксинг) (8.09.1988 — 28.09.2014)[868]
306. Олександр Питель (греко-римська боротьба) (28.03.1996 — 11.03.2022)[869][870][871]
307. Дмитро Півень (футбол) (199? — ?.08.2022)[872][873]
308. Дмитро Підопригора (бодібілдинг) (1986 — 19.01.2023)[874][875][876][877][878]
309. Едуард Пінчук ()[879]
310. Руслан Пісковий (кікбоксинг WAKO, Ушу) (23.11.2001 — 18.04.2023)[880][881][882][883][884]
311. Віктор Піцул (Пауерліфтинг) (22.06.1990 — 17.06.2014)[885]
312. Сергій Подолян (кікбоксинг) (5.12.1981 — 31.08.2022)[886][887][888][889]
313. Олександр Поліщук (альпінізм) (6.01.1977 — 23.12.2022)[890][891]
314. Сергій Поліщук (альпінізм, скелелазіння, сноубординг, спортивний туризм) (?.06.1987 — 11.06.2022)[390]
315. Поліщук Роман Юрійович (легка атлетика) (20.04.1993 — 10.03.2023)[892][893][894][895]
316. Микола Полюляк (сноубординг) (198? — ?.05.2022)[896][897][898]
317. Тарас Пона (альпінізм, скелелазіння, спортивний туризм) (197? — 21.10.2022)[390][899][900][901]
318. Михайло Попов (греко-римська боротьба) (15.05.1998 — 15.05.2022)[902][903]
319. Олег Поповичук (хортинг) (6.10.1981 — 6.05.2023)[904][905][906]
320. Галина Поповська (кульова стрільба) (1964 — 8.09.2022)[907][908][909]
321. Олександр Поповченко (футбол) (3.01.1978 — 16.05.2022)[710]
322. Віктор Понятенко (бокс) (? — 15.05.2022)[910][911][912][913]
323. Анатолій Потайчук (футбол) (20.06.1982 — 27.06.2022)[65][914][915]
324. Олександр Прадун (змішані єдиноборства (MMA), футбол) (18.01.1994 — 25.11.2022)[916][917][918][919]
325. Артем Прийменко (самбо) (31.05.2006 — 8.03.2022)[920][921]
326. Артем Присяжнюк (рукопашний бій, бокс, бойове самбо), (? — не пізніше 1.12.2022)[922][923][924][925]
327. Ігор Присяжнюк (веслування на байдарках і каное) (11.01.1977 — 7.08.2014)[926][927]
328. Сергій Проневич (легка атлетика) (5.06.1991 — 12.03.2022)[928][929][930][931][932][933][934][935][936][937][938][939]
329. Роман Пронюк (гандбол) (28.02.1975 — 1?.02.2023)[940][941][942]
330. Олег Прудкий (бокс) (11.09.1991 — 22.05.2022)[943][944][945]
331. Дмитро Пясецький (змішані єдиноборства (ММА), кіокошинкай карате, карате, кікбоксинг, бокс) (1990? — 29.08.2022)[946][947]
332. Сергій Радченко (4.04.1980 — 16.03.2022)
333. Олег Рисак (кікбоксинг) (24.10.1997 — 24.10.2022)[948][949][950]
334. Валерій Рисінський (футбол) (8.01.1977 — 14.03.2022)[65]
335. Яна Рихліцька (дзюдо, самбо, кінний спорт) (2.04.1993 — 3.03.2023)[951][952][953][954][955]
336. Валерій Родіонов (бокс, баскетбол) (19.12.1988 — 15.03.2024)[671][956][957][958]
337. Сергій Рожок (футбол) (25.04.1985 — 23.01.2024)[959][960][961]
338. Анатолій Розвадовський (джиу-джицу)[962][963][964]
339. Євген Ролдугін (джиу-джицу)[965][966][967]
340. Андрій Романов (волейбол, пляжний волейбол) (?.?.1991 — ?.02.2025)[968][969][970][971]
341. Ілля Романовський (кіокушинкай карате) (24.05.2004 — 26.03.2023)[972][973]
342. Сергій Романчук (футбол) (24.09.1994 — 1.06.2022)[65][974][975]
343. Олексій Рубцов (легка атлетика) (198? — 18.09.2022)[517] 40
344. Ярослав Рудич (бокс) (199? — 3.06.2022)[976][977]
345. Володимир Рудюк (карате, айкідо, страйкбол) (28.10.1987  — 07.11.2022)[978][979][980]
346. Тимофій Рудяк (панкратіон) (15.09.1978 — 2.03.2022)
347. Єгор Рябенко (кікбоксинг, Тайський бокс (муай тай), бокс) (17.12.1996 — 16.09.2023)[981][982][983][984][985]
348. Олександр Савостов (веслування на байдарках і каное) (10.02.1998 — 17.09.2022)[986]
349. В'ячеслав Савицький (футбол) (10.02.1998 — 21.06.2023)[987][988][989][990]
350. Юрій Саманюк (фрі-файт, рукопашний бій, бойовий гопак, спортивний туризм) (19?? — 25.06.2023)[991][992][993]
351. Олег Сапаленко (самбо) (23.09.1993 — 24.06.2022)[994]
352. Віталій Сапило (футбол) (03.09.2000 — 25.02.2022)[995][996][997][998]
353. Руслан Сапожнік (американський футбол) (19?? — 16.10.2022)[999][1000]
354. Михайло Сафронов (шахи, легка атлетика, велосипедний спорт) (21.11.1995 — 23.01.2023)[1001][1002][1003]
355. Артем Сачук (шахи) (27.11.1984 — 26.11.2023)[1004][1005][1006]
356. Євген Світличний (фрі-файт) (7.09.1993 — 19.07.2023)[1007][1008][1009]
357. Ігор Северенчук (футбол) (17.12.1993 — 13.08.2024)[1010][1011][1012]
358. Максим Семенов (велосипедний спорт, альпінізм, парашутний спорт, скейтбординг, водно-лижний спорт, слеклайн (ходіння по натягнутій стропі), хайнлайн) (197? — 7.05.2022)[1013][1014][1015][1016][1017] 49
359. Богдан Семенчук (футбол) (12.06.1993 — 13.03.2022)[1018][1019][1020][1021]
360. Анатолій Семенюк (східні єдиноборства)) (1995? — 19.10.2022)[1022]
361. Олександр Семенюк (стильове карате) (19?? — 28.12.2024)[1023][1024][1025][1026][1027][1028][1029][1030]
362. Дмитро Сербін (американський футбол) (7.05.1973 — 25.10.2022)[1031][1032][1033][1034][1035]
363. Олександр Сербінов (Легка атлетика)(28.05.1977 — 29.04.2022)[1036][1037][1038][1039][1040][1041]
364. Олександр Сергієнко (академічне веслування) (25.12.1991 — 9.09.2022)[1042][1043]
365. Дмитро Сидорук (стрільба з лука) (2.02.1983 — 5.04.2022)[1044][1045]
366. Максим Симанюк (карате) (2013 — 8.07.2024)[1046][1047]
367. Костянтин Синякевич (альпінізм, скелелазіння) (1970 — 27.12.2022)[390][899][1048][1049]
368. Олексій Сич (плавання) (19?? — 24.12.2022)[1050]
369. Ольга Сімонова (контактне карате, джиу-джицу, рукопашний бій, альпінізм, спортивний туризм, скелелазіння, сноубординг, легка атлетика, баскетбол) (12.07.1988 — 13.09.2022)[1051][1052][1053][1054]
370. Олег Сірий (веслувальний слалом, лижний спорт) (19.07.1989 — 11.05.2023)[1055][1056][1057]
371. Артем Скляров (спортивна гімнастика) (28.03.1994 — 15.10.2023)<[1058][1059][1060]
372. Валерій Скоренцов (хортинг, панкратіон, військово-спортивне багатоборство) (14.07.1987 — 8.11.2022)[223][1061][1062][1063]
373. Віктор Скороденко (легка атлетика,футбол) (12.10.1968 — 21.01.2023)[1064][1065][1066]
374. Роман Скрипнюк (футбол) (8.10.1992 — ?.03.2023)[1067][1068]
375. Роман Скульчук (шахи) (199? — ?.07.2023)[1069][1070]
376. Андрій Слупський (веслування на байдарках та каное)) (196? — 16.07.2023)[1071][1072] 54
377. Євген Слюсаренко (панкратіон, грепплінг) (25.12.2001 — 22.04.2022)[1073][1074][1075]
378. Андрій Слюсар (настільний теніс) (4.02.1994 — ?.07.2022)[1076][1077][1078][1079][1080][1081]
379. Олексій Слющенко (пауерліфтинг, бодібілдинг) (22.06.1984 — 5.06.2023)[1082][1083][1084][1085][1086][1087]
380. Сергій Смілін (1.06.1992 — 18.03.2022)[517][756][1088][1089]
381. Сергій Сова (бокс) (10.11.1978 — 27.05.2022)[1090][1091]
382. Назар Остапович Соколовський (футбол) (27.04.1989 -01.03.2024)[1092]
383. Вадим Солодкий (футбол) (5.08.1970 — 2022)[1093][1094][1095]
384. Іван Солтисік (змішані єдиноборства, бокс) (15.11.1997 — 7.11.2023)[1096][1097][1098][1099]
385. Роман Сорока (футбол) (16.0.1977 — 27.05.2024)[1100][1101]
386. Денис Сосненко (Тайський бокс (муай тай)) (2001 — 24.01.2023)[1102][1103][1104][1105]
387. Вадим Сотников (рукопашний бій) (20.11.1980 — 29.05.2022)[1106][1107][1108][1109][1110]
388. Євген Сотников (дзюдо) (20.11.1980 — 6.08.2021)[1111]
389. Віталій Ставський (греко-римська боротьба) (3.09.1991 — 31.08.2014)[1112][1113][1114]
390. Віктор Стасюк (кудо, кікбоксинг, карате, важка атлетика) (21.03.1975 — 7.03.2022)[1115][1116]
391. Ігор Стахів (футбол) (1.09.1968 — 26.05.2024)[1117]
392. Тарас Стахів (карате-до) (18.01.2004 — 15.01.2023)[1118][1119][1120][1121][568]
393. Володимир Стельмах (регбі) (4.03.1995, — 11.03.2022)[1122][1123]
394. Роман Стецюк (футбол) (6.02.1998 — 2.03.2022)[1124][1125][1126]
395. Віталій Стиба (кікбоксинг WAKO) (22.06.1999 — 23.08.2022)[1127][1128][1129][1130]
396. Сергій Столбцов (пауерліфтинг) (198? — 28.09.2022)[1131][1132][1133] 34
397. Ярослав Стрілець (панкратіон, MMA) (23.05.2003 — 10.09.2024)[1134]
398. Олександр Супрунов (кікбоксинг, WTKA) (19?? — ?.03.2022)[1135]
399. Ігор Сухенко (футбол) (8.02.1966 — 24.03.2022)[65]
400. Олександр Сухенко (футбол) (25.09.1996 — 24.03.2022)[65][1136]
401. Ігор Сухих (військо-спортивні багатоборства, рукопашний бій, самбо, футбол) (5.07.1990 — 26.03.2023)[65][1137][1138][1139]
402. Віктор Сушков (кросфіт, функціональне багатоборство), (15.08.1991 — 20.03.2022)[1140][1141][1142]
403. Всеволод Таньков (водне поло) (24.02.2004 — 4.07.2023)[1143]
404. Ілля Тарасюк (дельтапланерний спорт) (?— .01.2024)[1144][1145][1146]
405. Федір Темір (кроссфіт, легка атлетика, військово-спортивне функціональне багатоборство) (6.10.1994 — 7.03.2022)[1147][1148]
406. Олександр Тепенчак (спортивне орієнтування) (25.08.1977 — 20.03.2022)[1149]
407. Андрій Терещенко (греко-римська боротьба)(23.06.1991 — 2.12.2014)[1150][1151]
408. Микола Тимошенко (альпінізм, скелелазіння) (2000 — 9.09.2022)[1152][1153][1154]
409. Олександр Тихонець (футзал, футбол) ((10.04.2002 — 19.06.2023)[1155][1156]
410. Ігор Тищенко (військо-спортивні багатоборства, рукопашний бій) (199? — 2.06.2022)<[1157][1158][1159]
411. Кирило Тілєєв (дзюдо) (18.09.1992 — ?.10.2022)[1160][1161]
412. Артем Тіпенко (гирьовий спорт) (18 грудня 1988 — 19.10.2022)[1162]
413. Сергій Ткаченко (дзюдо) (19?? — 14.03.2023)[1163][1164][1165][1166]
414. Віктор Ткачук (футбол) (6.01.1969 — 09.04.2022)[1167][1168][1169]
415. Артем Толочко (регбі) (01.07.1986 — 17.09.2022)[1170][1171][1172]
416. Микола Тонієвич (парашутний спорт)) (2.12.1988 — 22.08.2023)[1173][1174]
417. Володимир Торогой (бокс) (?.07.1994 — 1?.08.2022)[1175][1176][1177]
418. Євген Трофимов (тайський бокс) (12.03.1993 — 28.07.2014)[1178][1179]
419. Валерій Тяско (волейбол, пляжний волейбол) (16.12.1983 — 25.06.2022)[1180][1181][1182]
420. Сергій Удовкін (великий теніс) (1982 — 25.09.2023)[1183][1184][1185]
421. Віктор Удалов (футбол) (26.09.1942 — 12.05.2022)[65][1186]
422. Володимир Ульяницький (плавання) (199? — 17.07.2022)[1187][1188][1189]
423. Любомир Фединяк (легка атлетика, волейбол) (23.01.1976 — 7.03.2022)[1190][1191][1192][1193]
424. Сергій Федоров (стрітбол, баскетбол 3х3, баскетбол) (198? — 11.09.2023)[1194][1195] 35
425. Микола Фетісов (альпінізм, скелелазіння, парапланеризм, спортивний туризм, плавання, перегони ендуро) (22.04.1994 — 20.05.2022)[390][1196][1197][1198]
426. Олександр Фештрига (кікбоксинг)[682][1199]
427. Дмитро Фіалка (футбол) (21.06.1983 — 1.09.2022)[390][1200]
428. Дмитро Фурдик (американський футбол) (11.01.1979 — 17.01.2015)[390][1201][1202][1203][1204]
429. Артем Хан (бокс) (6.04.2001 — не раніше 30.04.2022)[1205][1206][1207]
430. Олексій Ханілевич (баскетбол) (31.07.1998 — 28.02.2023)[1208][1209][1210][1211]
431. Іван Харченко (футбол) (199? — 31.05.2024)[1212][1213][1214] 29
432. Роман Хитрич (шахи) (?.08.1980 — 7.10.2023)[1215][1216][1217][1218]
433. Ярослав Хібовський (паверліфтинг) (29.12.1998 — 5.12.2022)[1219][1220]
434. Богдан Хмелюк (паверліфтинг) (22.01.2001 — 8.07.2023)[1221][1222]
435. Олександр Хміль (хокей з шайбою) (6.12.1980 — 1?.05.2023)[1223][1224][1225][1226]
436. Богдан Ходаківський (легка атлетика) (1.03.2000 — 15.05.2023)[1227][1228]
437. Богдан Ходаківський (легка атлетика) (1.03.2000 — 15.05.2023)[1227][1228]
438. Олександр Хоменчук (футбол) (25.06.1972 — 24.07.2022)[65][1229][1230]
439. Ігор Храмцов (фехтування) (15.01.1972 — 3.09.2024)[1231][1232][1233][1234][1235]
440. Андрій Храпанов (змішані єдиноборства, фрі-файт) (21.09.1985 — 7.01.2023)[1236][1237][1238][1239][1240][1241]
441. Михайло Цап (гандбол) (28.05.1980 — 24.02.2024)[1242][1243][1244][1245][1246]
442. Юрій Царик (футбол) (199? — 8.08.2022)[1247][1248][1249]
443. Олексій Цибко (Регбі-15) (19.03.1967 — 31.03.2022)[1250]
444. Денис Чабанчук (Плавання) (2.09.1992 — 18.02.2015)[1251]
445. Андрій Чепіль (сноубординг) (6.04.1994 — 28.06.2023)[1252][1253][1254]
446. Людмила Чернецька (бодібілдинг) (22.07.1993 — 23.04.2022)[1255][1256][1257][1258]
447. Костянтин Черніков (спортивна гімнастика) (?.?.198? — ?.05.2024)[1259][1260][1261][1262] 35
448. Володимир Черниш (автомобільний спорт, картинг) (21.12.1981 — 10.09.2023)[1263][1264]
449. Ігор Чечинов (рукопашний бій, самбо, футбол) (30.12.1969 — 28.10.2022)[1265][1266][1267]
450. Назарій Чигінь (легка атлетика)) (24.03.1995 — 6.10.2022)[1268][1269][1270][1271][1272]
451. Михайло Чингар (дзюдо) (12.02.1995 — 24.01.2023)[1273][1274]
452. Сергій Чмир (футбол) (23.11.1972 — 8.11.2023)[1275]
453. Степан Чубенко (футбол) (11.11.1997 — 27.07.2014)[1276]
454. Максим Чумак (дзюдо, самбо) (1984 — 3.01.2023)[1277][1278][1279]
455. Сергій Чуприна (гандбол) (17.07.1980 — 26.07.2023)[1280][1281][1282][1283][1284]
456. Віталій Шаповал (хортинг) (7.10.2000 — 11.05.2023)[1285][1286][1287]
457. Владислав Шаповалов (гирьовий спорт) (200? — 20.07.2022)[1288]
458. Дмитро Шарпар (фігурне катання) (21.12.1997 — 31.03.2022)[1289][1290]
459. В'ячеслав Шахов (волейбол) (2.03.1979 — 30.01.2023)[1291][1292][1293][1294][1295]
460. Віктор Швець (Академічне веслування) (8.10.1955 — 19.02.2014)[1296][1297]
461. Максим Швець (регбіліг (регбі-13)) (199? — 14.07.2022)[1298][1299][1300]
462. Сергій Швидкий (баскетбол) (199? — 26.01.2023)[1301][1302][1303][1304] 26
463. Василь Шевчук (легка атлетика, стронгмен, важка атлетика, плавання) (29.01.1964 — 12.03.2022)[1305][1306][1307][1308]
464. Владислав Шеїн (дзюдо) (200? — ?.11.2022)[1309][1309][1310]
465. Олександр Шеремет (спортивне орієнтування) (08.11.1983 — 31.03.2022) -[1311]
466. Сергій Шестак (футбол) (22.06.1988 — 18.03.2022)[65][1312]
467. Олександр Шишков (пляжний футбол) (19.05.1980 — 1.07.2022)[1313][1314][1315]
468. Аріна Шнабська (Кіокушин карате,тхеквондо) (20?? — 14.09.2022)[1316][1317][1318] 12
469. Андрій Шостак (футбол) (13.01.1976 — 2?.03.2022)[65]
470. Дмитро Шпак (греко-римська боротьба, грепплінг, джиу-джицу, гирьовий спорт, панкратіон) (18.04.1984 — 4.11.2022)[1319][1320][1321][1322][1323][1324][1325]
471. Володимир Шпетний (спортивне орієнтування, рогейн) (6.04.1999 — 22.03.2023)[1326][1327][1328][1329]
472. Олексій Шубін (футбол) (5.04.1975 — 18.11.2024)[1330]
473. Андрій Щербанівський (легка атлетика, тріатлон) (15.01.1979 — 22.03.2023)[1331][1332][1333]
474. Олександр Щетінін (футбол) (6.04.1994 — 11.03.2023)[1334][1335]
475. Іван Щокін (академічне веслування) (1997 — 13.03.2022)[1336][1337][1338]
476. Тємур Юлдашев (паверліфтинг) (11.03.1969 — 24.08.2014)[475]
477. Андрій Юркевич (Фрі-файт) (18.04.1982 — 5.09.2014)[1339]
478. Віктор Юрченко (футбол) (10.10.1963 — 24.03.2022)[1136][1340][1341]
479. Василь Якимчук (мотоциклетний спорт) (04.08.1957 — 27.04.2022)[1137]
480. Максим Яловцов (джиу-джицу, панкратіон, фрі-файт, самбо, грепплінг, регбі) (5.08.1990 — 21.09.2022)[1342][1343][1344]
481. Олексій Янін (кікбоксинг, Тайський бокс (муай тай), бокс) (5.10.1983 — 7.04.2022)[1345][1346][1347][1348][1349]
482. Микола Яремчук (карате) (19.05.2000 — 12.02.2023)[1350][1351][1352][1353]
483. Віктор Ярмоленко (кіокушинкай карате) (2.01.1976 — 10.05.2022)[1354]
484. Денис Ящук (бокс) (19?? — 2?.08.2024)[1355][1356][1357]

## Спортсмени зниклі безвісти, смерть яких не підтверджено офіційно
1. Юрій Мельниченко (футбол) (24.04.1984 — 2022?)[65]
2. Олександр Яценко (футбол) (13.09.1986 — ?.05.2022?)[1358] зниклий без вісти[1359][1360][1361][1362]

## Загиблі спортивні функціонери без спортивного минулого та тренерської діяльності
1. Михайло Коваль (футбол) (18.11.1990 — 12.01.2025)[1363][1364]
2. Денис Монастирський (12.06.1980 — 18.01.2023)[1365]
3. Валерій Московець (футзал) (19.01.1949nbsp;— 11.03.2022)[1366]
4. Юрій Прилипко (футзал) (11.08.1960 — 7.03.2022)[65]

## Інші загиблі спортивні фахівці
1. Олена Лисецька (25.04.1965 — 13.03.2022)[1367][1368][1369]

Крім того, внаслідок російсько-української війни загинуло чимало членів спортивних фан-клубів, зокрема самих лише футбольних фанатів загинуло близько 230, боронячи Україну.